# Szentistvánbaksa
Szentistvánbaksa es un pueblo ubicado en el distrito de Szikszó, en el condado de Borsod-Abaúj-Zemplén, Hungría.

## Superficie
Posee una superficie de 6,560 kilómetros cuadrados.

## Demografía
Hasta 2019 la población era de 268 habitantes, con una densidad de población de 40,85 habitantes por kilómetro cuadrado.